# Moez Ben Cherifia
Moez Ben Cherifia (arabisch معز بن شريفية, DMG Muʿizz b. Šarīfīya; * 24. Juni 1991 in Tunis) ist ein tunesischer Fußballspieler. Der Torwart spielt seit seiner Jugend bei Espérance Tunis, dem erfolgreichsten tunesischen Fußballklub.

## Karriere

### Verein
Ben Cherifia begann seine Karriere in seiner Heimatstadt bei Espérance Tunis, wo er sämtliche Jugendmannschaften durchlief. 2010 rückte er in den Kader der ersten Mannschaft auf. Mit seinem Klub wurde er mehrfacher tunesischer Meister und Pokalsieger, Gewinner des tunesischen Supercups, der CAF Champions League und des Arab Club Champions Cups.

### Nationalmannschaft
Beim Afrika-Cup 2012 wurde Ben Cherifia ohne vorherigen Länderspieleinsatz in den tunesischen Kader berufen, aber nicht eingesetzt. Sein erstes Länderspiel bestritt er am 29. Februar 2012 beim 1:1 in einem Freundschaftsspiel gegen Peru, als er in der 63. Spielminute eingewechselt wurde.
Während des Afrika-Cups 2013 stand er in allen drei Gruppenspielen im tunesischen Tor. Für die Turniere 2015  und 2017 wurde er ebenfalls nominiert, blieb jedoch ohne Einsatz.
Anlässlich der Weltmeisterschaft 2018 in Russland stand er im vorläufigen 29-köpfigen Aufgebot Tunesiens, wurde jedoch zunächst aus dem endgültigen Kader gestrichen. Durch die verletzungsbedingten Ausfälle der nominierten Torhüter Mouez Hassen und Farouk Ben Mustapha wurde er für das letzte Gruppenspiel gegen Panama als Ersatztorhüter für Aymen Mathlouthi eingeflogen. Die Mannschaft beendete das Turnier auf dem dritten Platz in der Gruppe G und schied aus.
Auch beim Afrika-Cup 2019 stand Ben Cherifia als dritter Torhüter hinter Mouez Hassen und Farouk Ben Mustapha im tunesischen Kader. Dort kam im Spiel um den dritten Platz gegen Nigeria zum Einsatz.

## Erfolge
- Tunesische Meisterschaft: 2010 bis 2012, 2014, 2017 bis 2022
- Tunesischer Pokal: 2011 und 2016
- Tunesischer Supercup: 2019 bis 2021
- CAF Champions League: 2011, 2018, 2019
- Arab Club Champions Cup: 2017